# دنيس آس
دنيس آس (بالإنجليزية: Dennis Aase)‏ هو مهندس أمريكي، ولد في 23 فبراير 1944.